# Kwai Tsing
Kwai Tsing (en chino tradicionales: 葵青區, jyutping: kwai4 Cing1 Keoi1, en inglés: Kwai Tsing District) es uno de los 18 distritos de la ciudad de Hong Kong, República Popular China. Está ubicado casi en la parte central de la isla de Hong Kong. Su área es de 21,8 kilómetros cuadrados y su población es de 511 mil (73% de 15 a 64 años). En 2009 el Puente Stonecutters fue abierto al público conectando mejor la ciudad.
Desde la Dinastía Ming, este distrito fue construido el 1 de abril de 1988.
Este distrito se compone de dos áreas, la ciudad de Kwai Chung y la isla de Tsing Yi.

## Galería

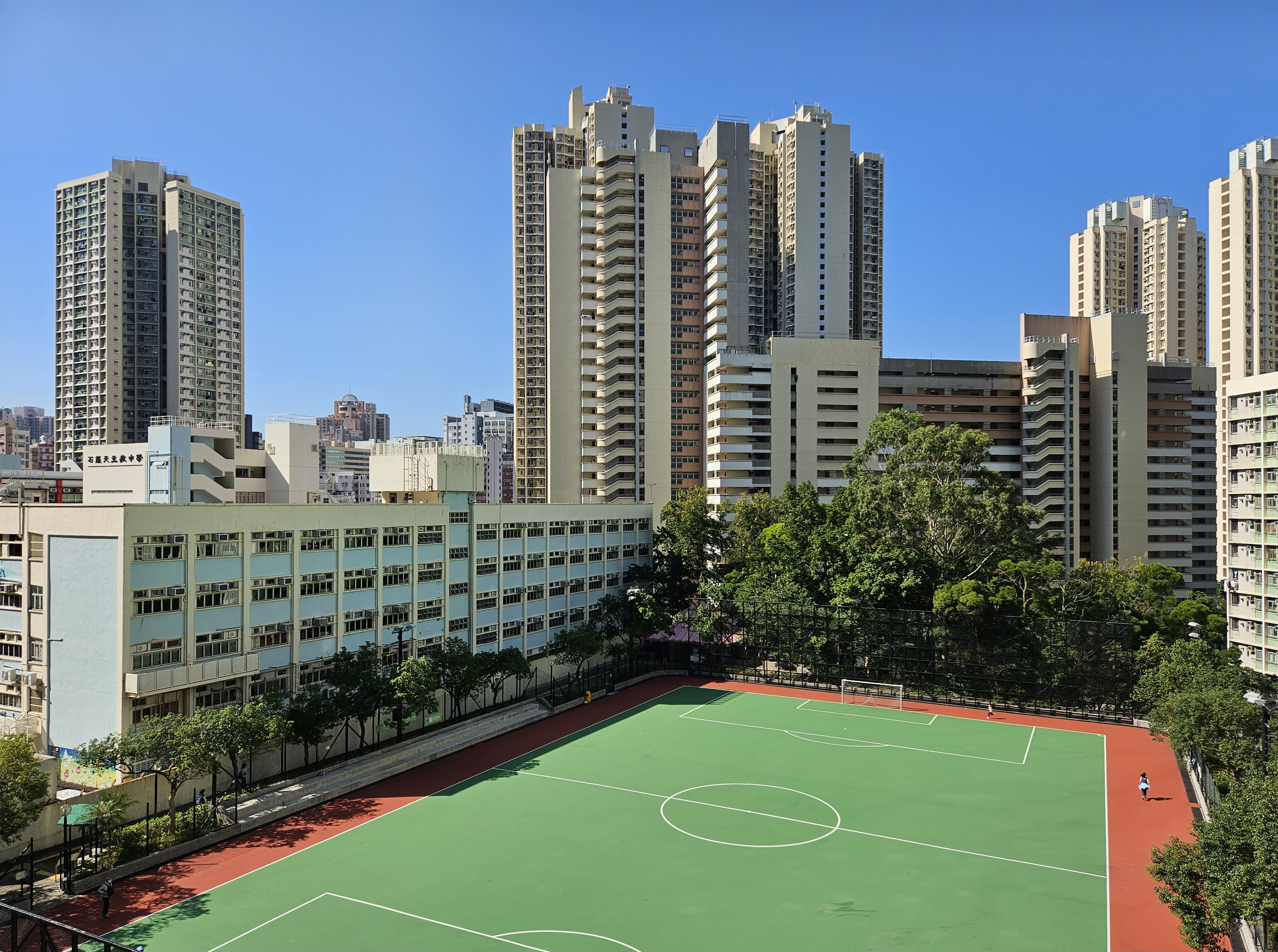
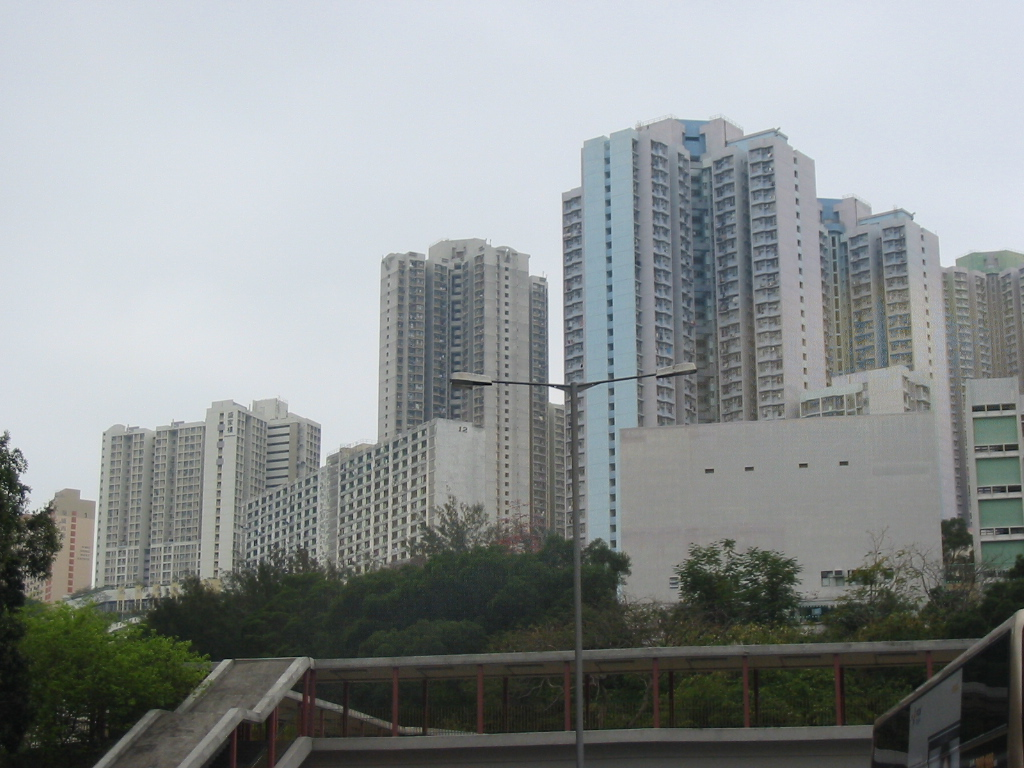
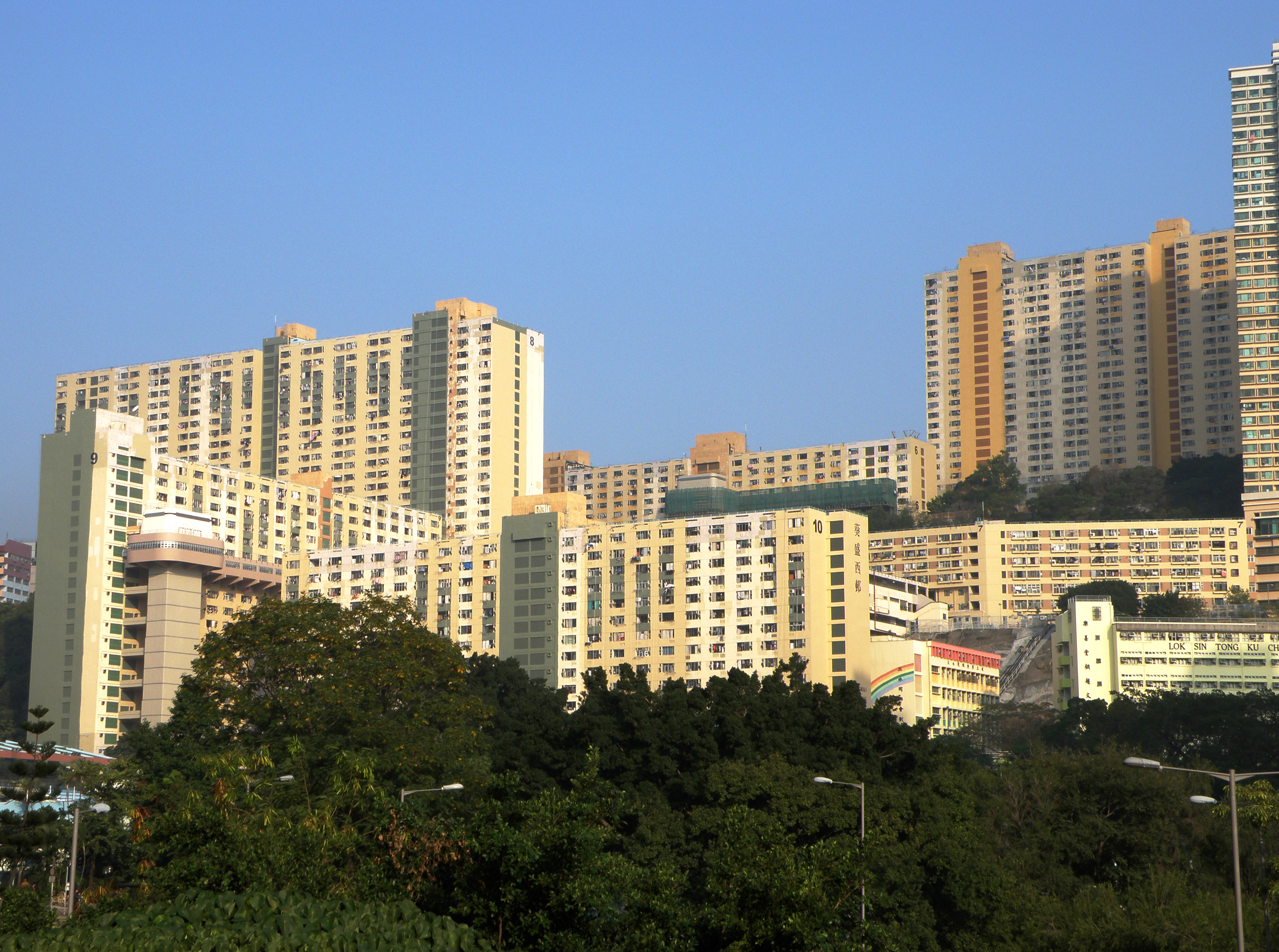
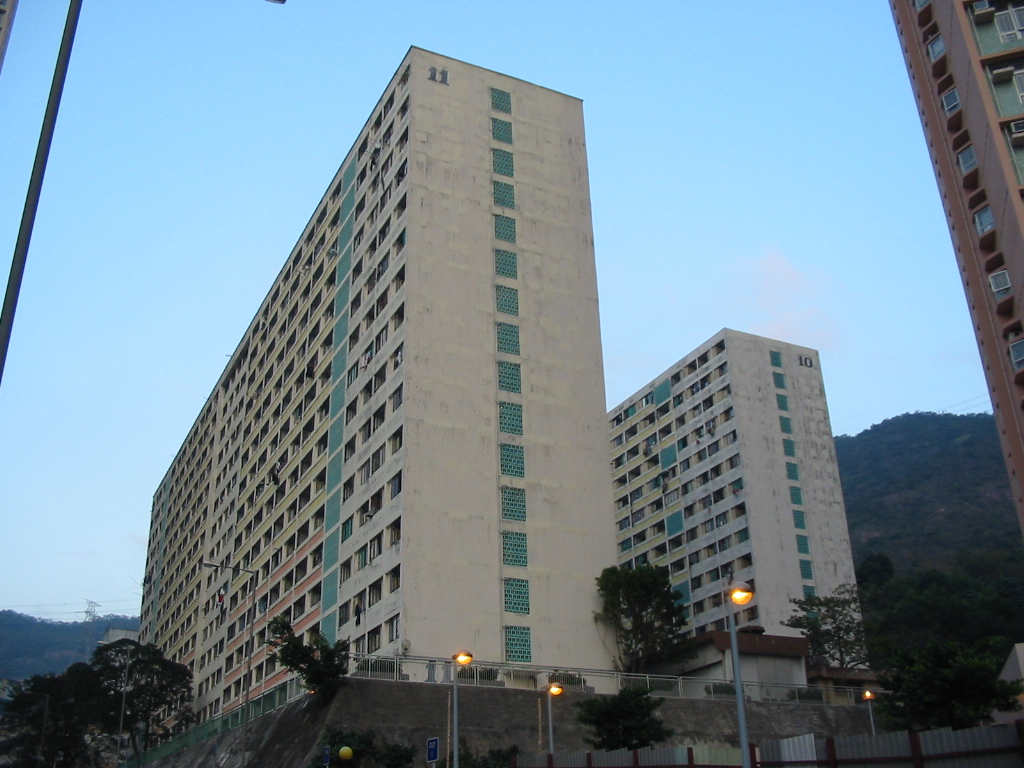
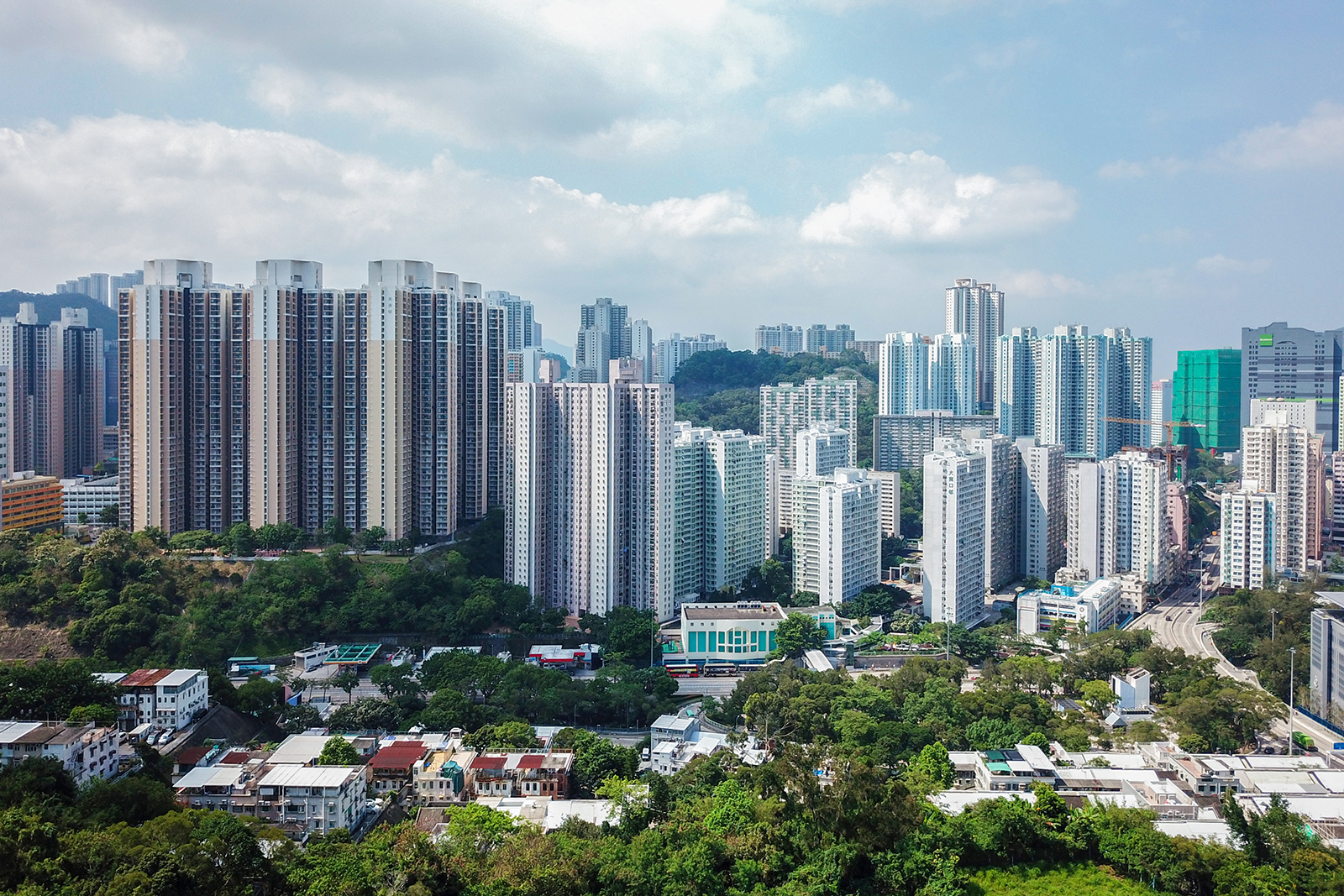
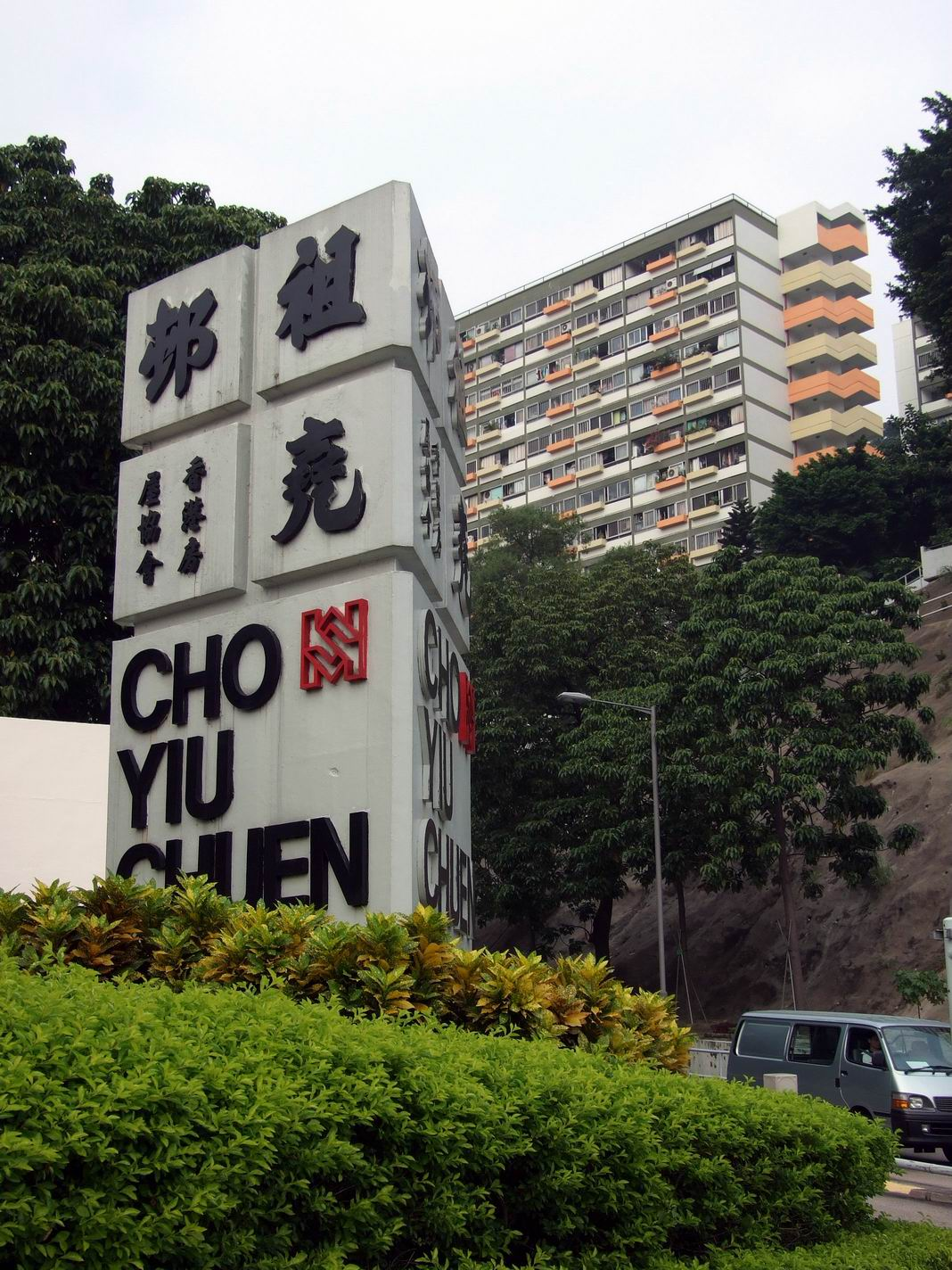
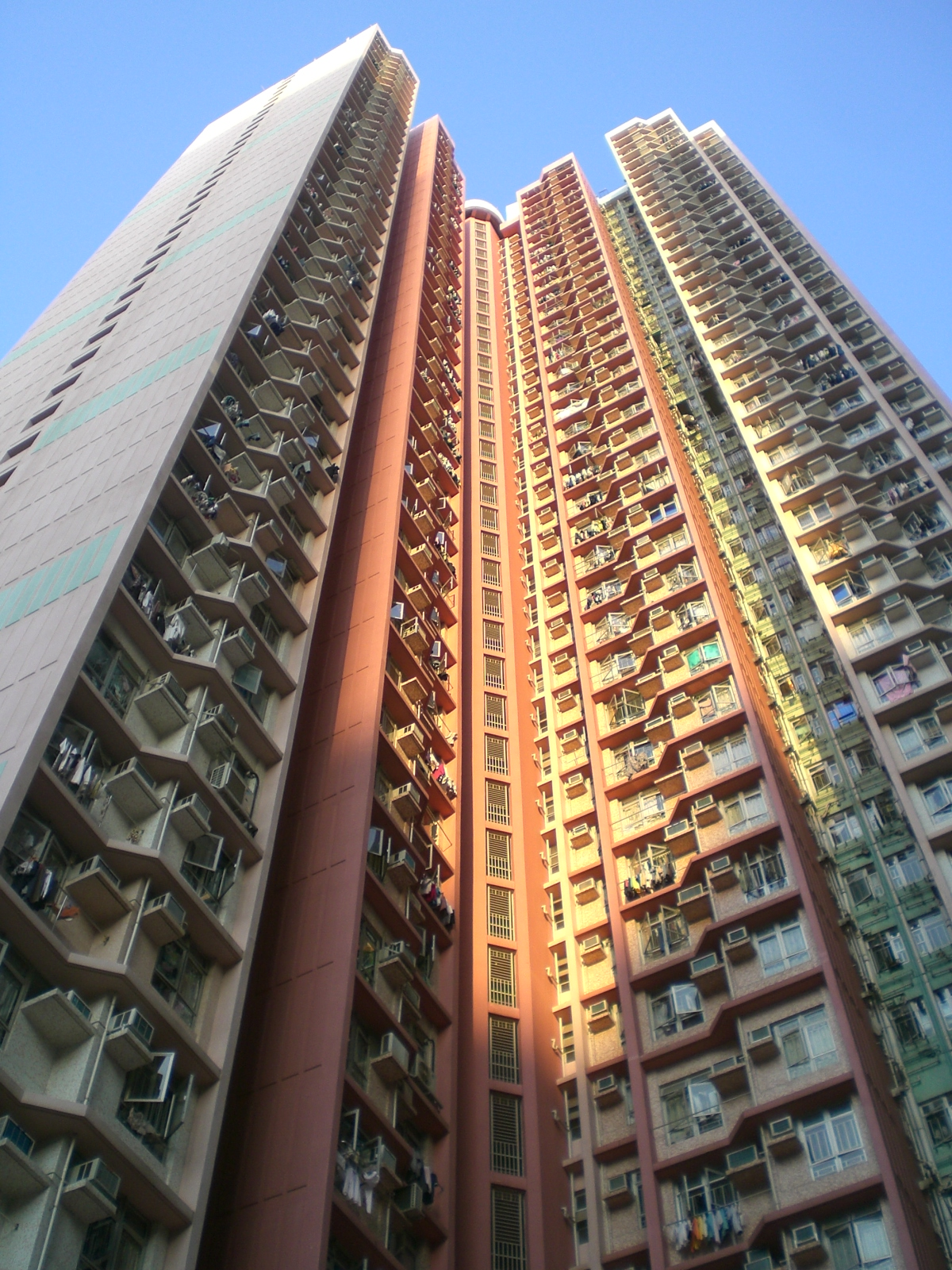
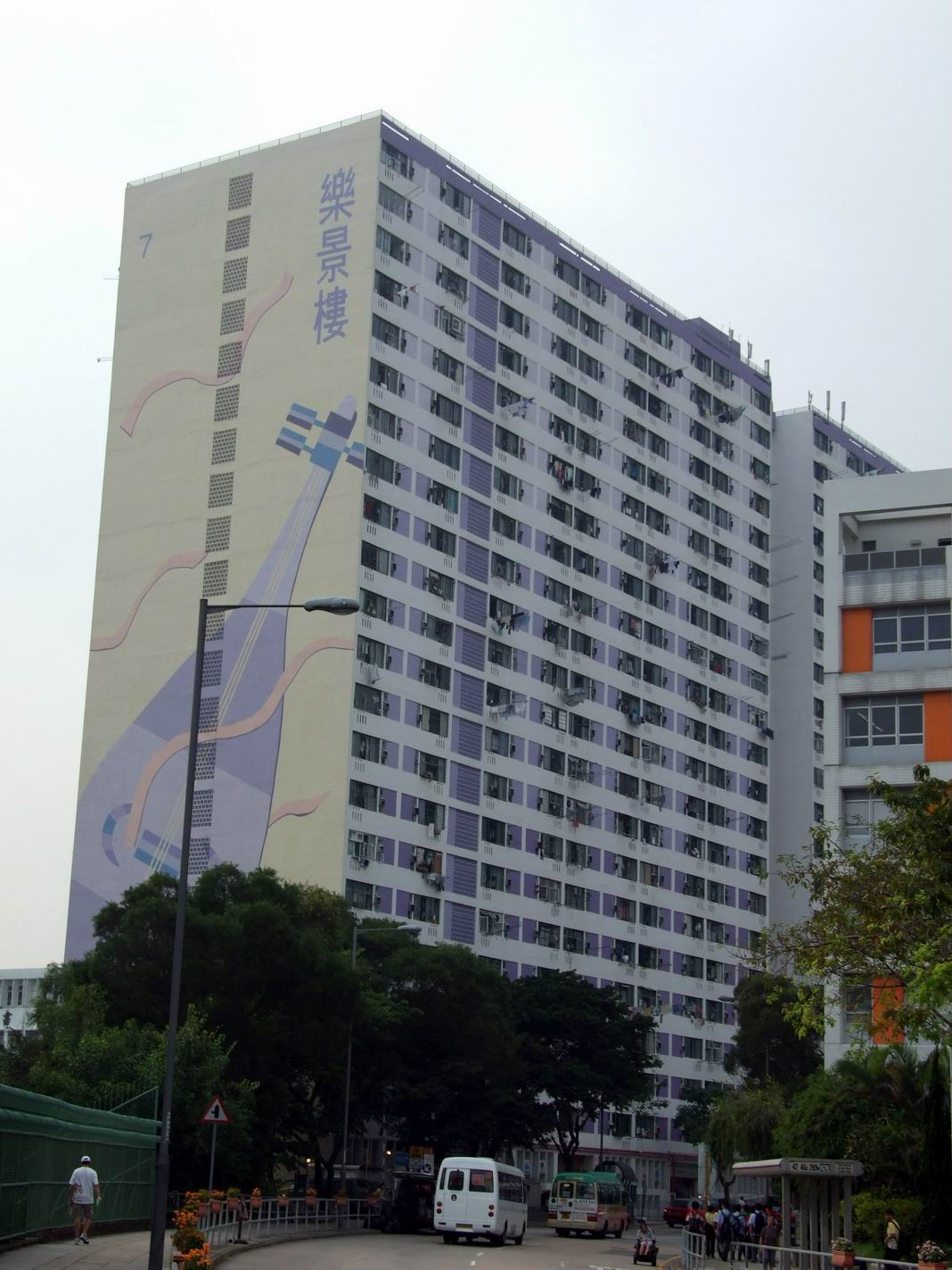
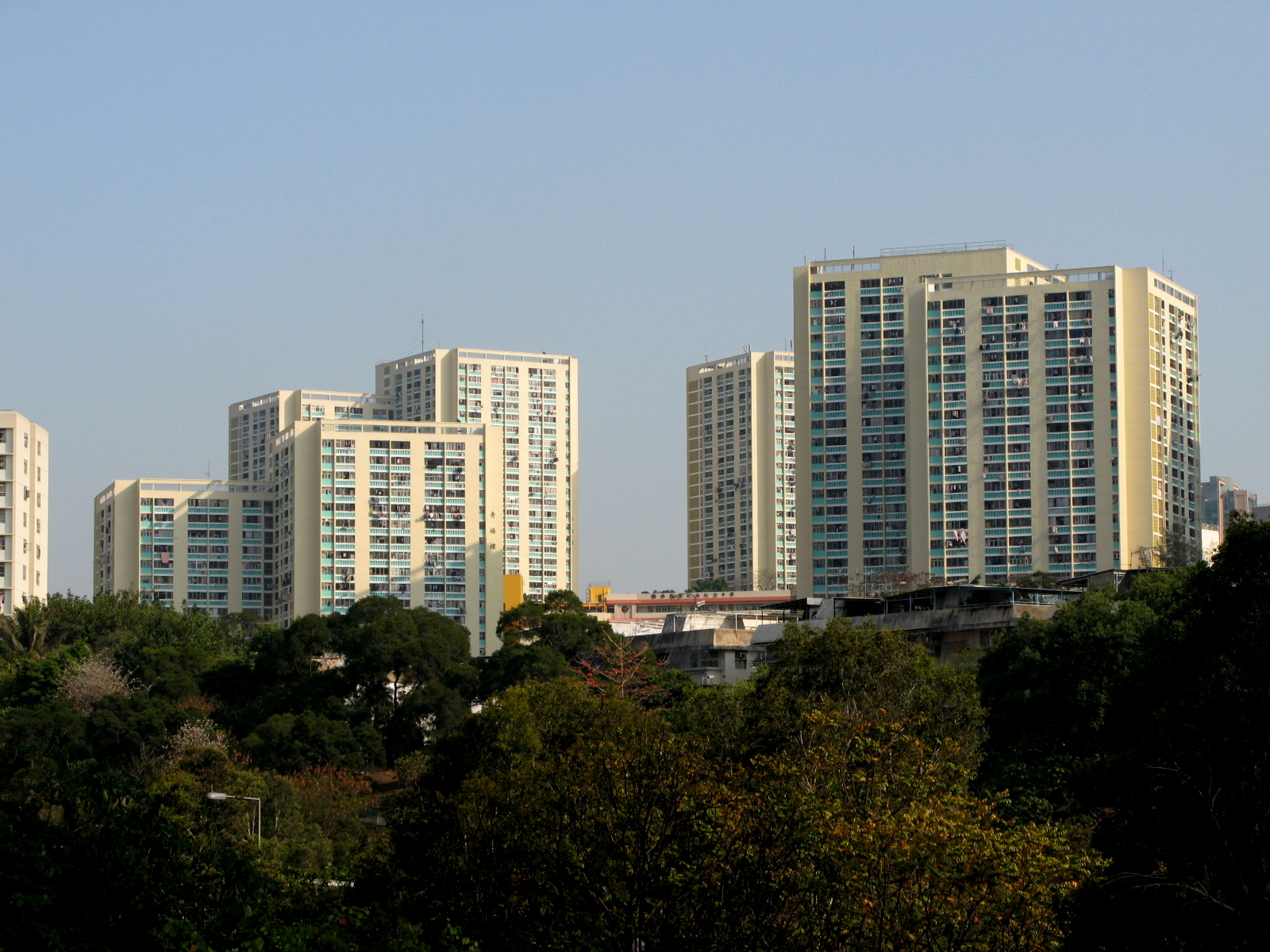
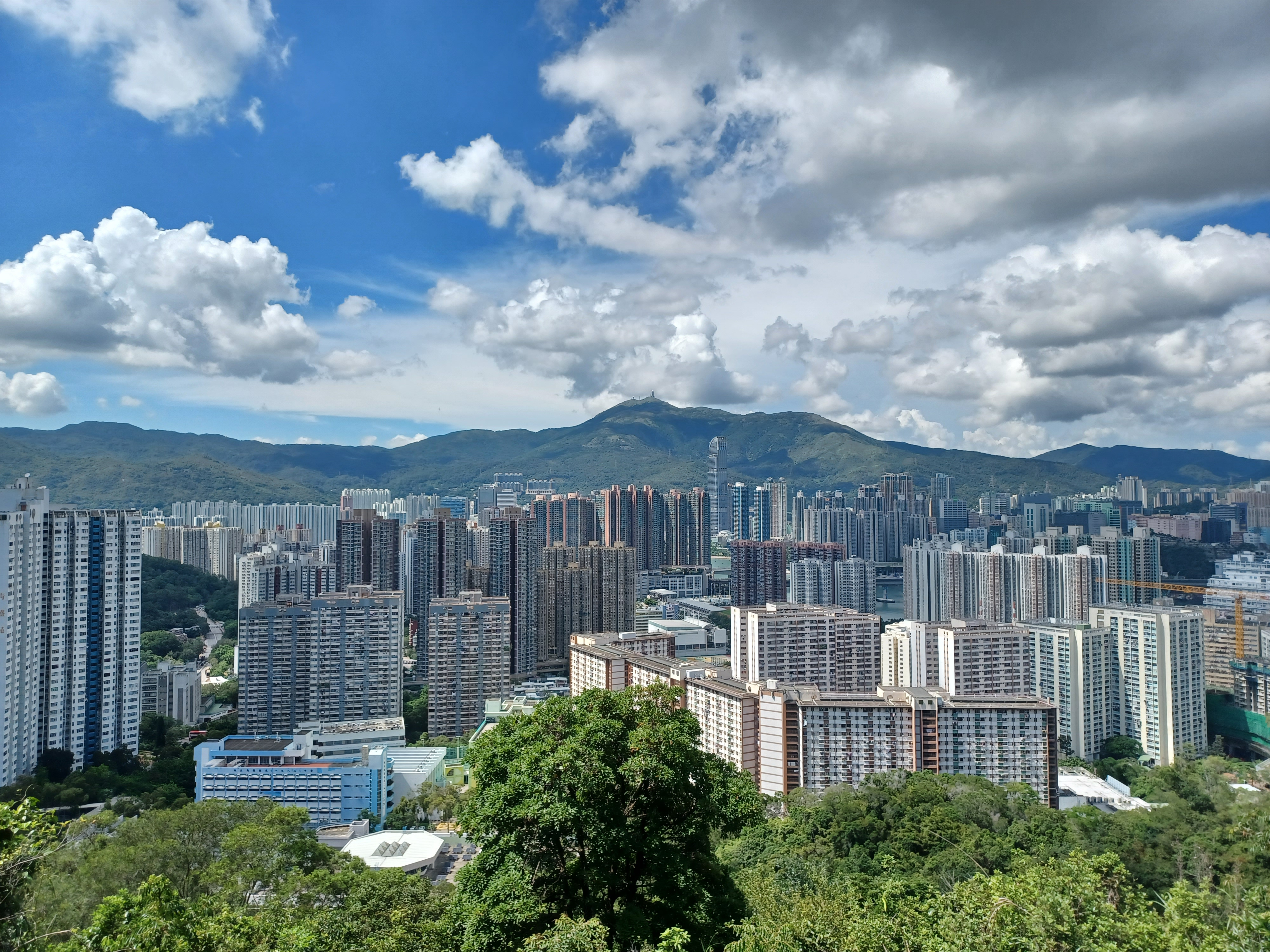
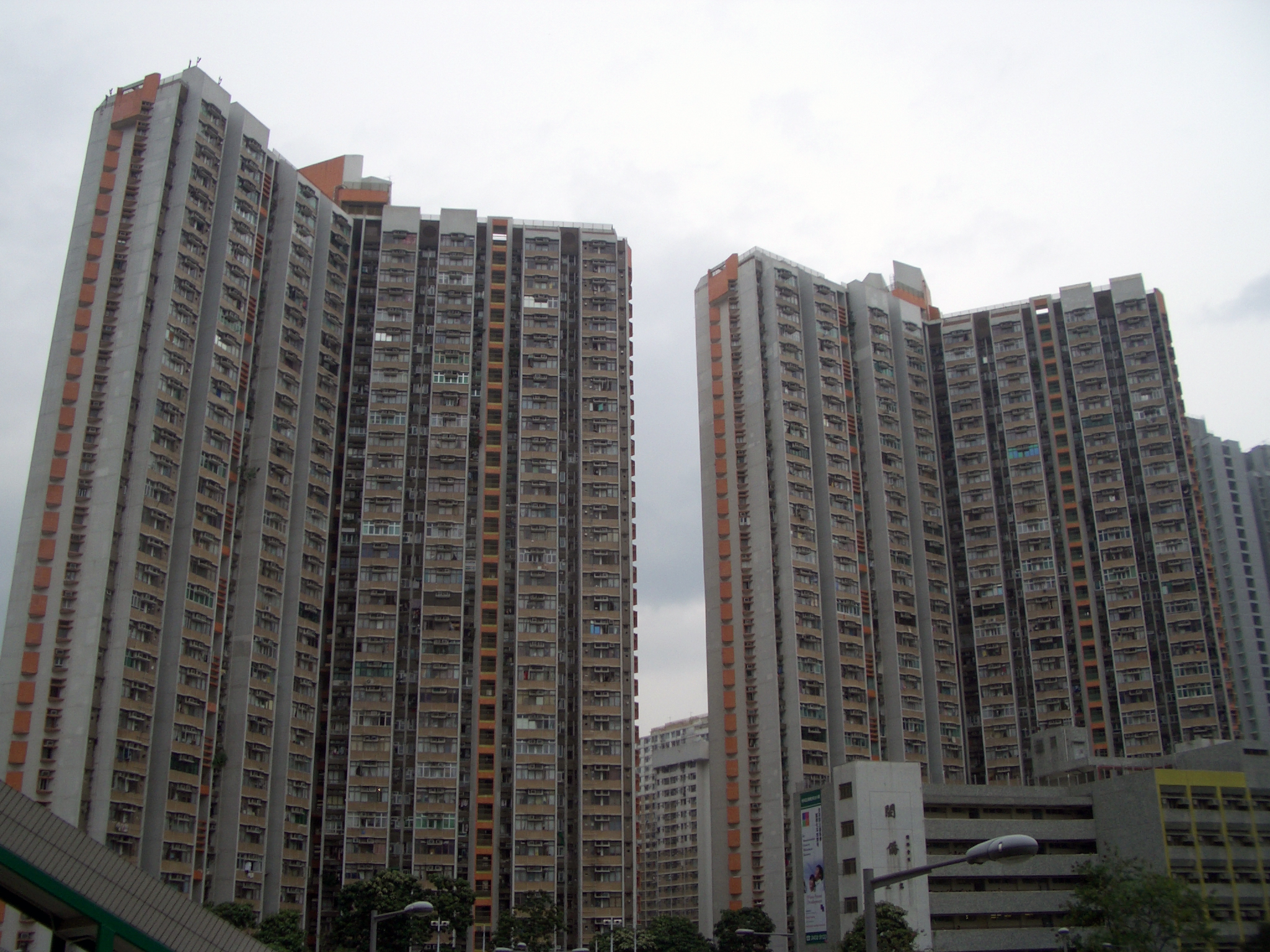
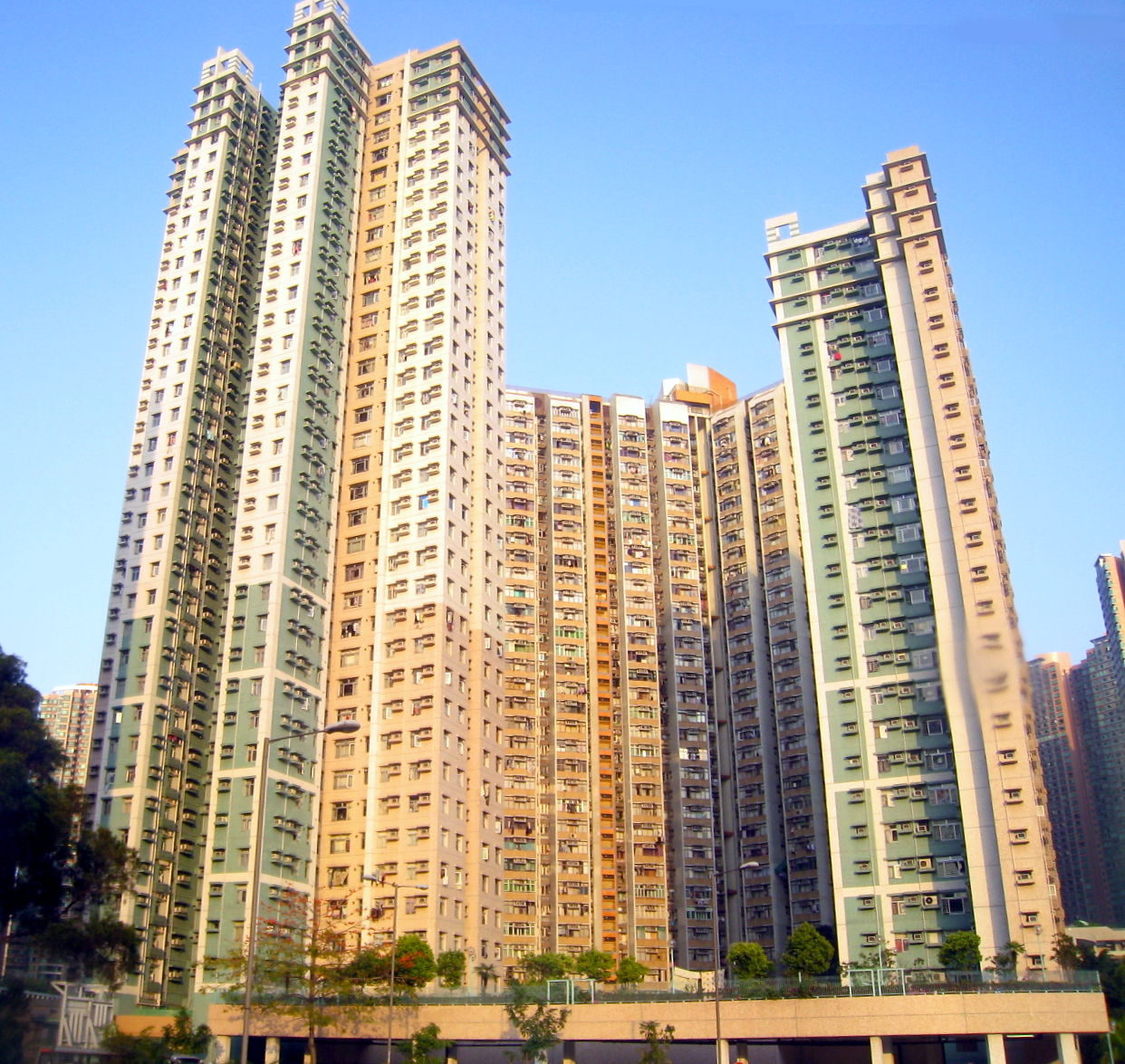